# آلوارت هوسپیان
آلوارت هوسپیان (ارمنی: Ալվարդ Հովսեփյան؛ انگلیسی: Alvard Hovsepyan زادهٔ ۱۹۷۲) بدمینتون‌باز زن اهل ارمنستان است .